# مايك جونز (صحفي)
مايك جونز (بالإنجليزية: Mike Jones)‏ هو صحفي وكاتب سيناريو أمريكي، ولد في 1 يونيو 1971 في سان أنطونيو في الولايات المتحدة.

## وصلات خارجية
- مايك جونز على موقع IMDb (الإنجليزية)
- مايك جونز على موقع ميوزك برينز (الإنجليزية)
- مايك جونز على موقع قاعدة بيانات الفيلم (الإنجليزية)